# Crash Bandicoot: Warped
Crash Bandicoot: Warped, chamado na Europa de Crash Bandicoot 3: Warped e no Japão de Crash Bandicoot 3: Flying! Globe-Trotting É um jogo da série Crash Bandicoot e foi lançado pela Naughty Dog para o PlayStation em 31 de outubro de 1998.
O jogo recebeu uma sequência em Crash Bandicoot 4: It's About Time, lançado em outubro de 2020.

## História
O Dr. Nitrus Brio explodir a estação espacial do Dr. Neo Cortex, uma de suas partes consegue cair de volta na Terra, destruindo uma antiga ruína. A explosão libera uma entidade, conhecida como Uka-Uka, a mente maligna por trás dos planos de Cortex. Ele repreende Cortex por falhar em capturar Crash Bandicoot duas vezes, e por conta das trapalhadas do cientista, todos os cristais e diamantes se espalharam na Terra novamente, desta vez perdidos para sempre. Uka-Uka traz o Dr. Nefarious Tropy para construir uma máquina do tempo que pode ajudá-los a encontrar os cristais e diamantes em seus pontos originais no planeta através da viagem no tempo.
Quando a risada de Uka-Uka é ouvida na casa dos Bandicoots, sua máscara irmã Aku-Aku chama os Bandicoots para obter ajuda. Ele explica a situação e leva Crash e Coco para a máquina de Tropy, chamada Torcedor Temporal. Lá, os Bandicoots viajam por vários lugares da China Antiga, Egito, Idade Média, tempos pré-históricos e no futuro próximo para obter os cristais e diamantes antes de Uka-Uka e seus servos. Crash mais uma vez derrota Tiny Tiger, o inteligente mas subdesenvolvido lobo-da-tasmânia, Dingodile, um dingo-crocodilo com sotaque australiano, o Dr. Tropy, e o Dr. N. Gin em um traje espacial renovado e mais poderoso.
Vencer o Dr. N. Tropy faz o Torcedor Temporal se desestabilizar, causando Aku-Aku apressar os Bandicoots para encontrar e derrotar Dr. Cortex e Uka-Uka de uma vez por todas. Quando Crash os encontra,Aku-Aku luta contra Uka-Uka e Crash tenta alcançar Cortex em um escudo protegido. Quando o escudo de Cortex se quebra, Crash o gira em um buraco dentro do covil do cientista. Aku-Aku e os Bandicoots voltam para casa pouco antes do Torcedor Temporal implodir em si mesmo, prendendo Dr. Cortex, Dr. Tropy e Uka-Uka em uma prisão do tempo. Ambos os cientistas voltam em seus estados infantis, e eles tentam obter Uka-Uka para si mesmos, puxando a máscara para si. Aku-Aku diz a Crash e a Coco que eles não ouvirão seus inimigos por um bom tempo.

## Jogabilidade
Cada parte do Tornado Temporal tem sete temas: Europa na Idade Média, América do Norte pré-histórica (período Cretáceo), Arábia do século XIV, China do século XVII, Antigo Egito, EUA no futuro, Europa na Primeira Guerra Mundial e Estados Unidos nos anos 50, Atlântida, Navegações no Pacífico, Chefões em Roma, Era Glacial e Homem na Lua. Cada uma dessas divisões possui seis fases (contando os chefes) e, com exceção destes últimos, todas têm cristais, um ou dois diamantes (gemas) e relíquias para serem coletados. As relíquias podem ser pegas se você chegar antes do tempo mostrado na tela, e elas são divididas em safira, ouro e platina. Uma das novidades é que você ganha um poder cada vez que derrota um chefe. São eles: a barrigada poderosa, o pulo duplo, o super tornado (ou super giro), a bazuca de frutas e os sapatos de velocidade. E, assim como no jogo anterior, você habilita um final secreto se pegar todos os cristais, diamantes (gemas) cinzas e coloridas (amarelo, vermelho, roxo, azul e verde) e as relíquias. Depois de obter 104%, consiga em todas as fases para pegar as relíquias de ouro e não fique com nenhuma relíquia de safira; pegando a última relíquia de ouro, chegue perto de Coco (irmã de Crash) para pegar mais uma gema cinza, quando você pegar a gema soltará fogos de artifício em volta do Tornado Temporal e ficará com a porcentagem de 105% e assim, zerando o jogo.

## Personagens
Crash Bandicoot é mais uma vez o personagem principal e Aku Aku desempenha uma função maior, falando pela primeira vez (na versão Americana porque na Japonesa ele falava desde o primeiro jogo da franquia). A irmã mais nova de Crash, Coco Bandicoot, torna-se jogável pela primeira vez. Apesar de não ter muitas habilidades, é geralmente ela quem opera as máquinas do jogo, tendo só para ela um jet-ski, uma nave no chefe N. Gin, um avião chamado "Rainha dos Céus" e um animal de montaria (o tigre Pura). Crash também possui um avião (chamado de "Barão Laranja"), um novo animal de montaria (Baby T, um filhote de tiranossauro) e uma motocicleta. Os vilões que retornam são Neo Cortex, N. Gin e Tiny Tiger e os novatos são Dingodile (uma mistura de dingo com crocodilo) e o já mencionado Dr. N.Tropy.
Curiosamente, este é o único jogo da série (pelo menos entre os mais clássicos) em que todos os demais chefes (além de Cortex) são lacaios totalmente fiéis a Cortex e Uka Uka. Já que vilões como Pinstripe (Crash 1), Komodo Bros.(Crash 2), e Ripper Roo (Ambos), que inclusive são chefes em Crash Team Racing e se fazem presentes em Crash Bash, embora tenham servido Cortex, na verdade enfrentam Crash pelos seus próprios interesses, enquanto Papu Papu (Primeiro chefe em Crash 1 que também é chefe em Crash Team Racing e Crash Bash) nunca foi aliado a Cortex e na verdade só enfrenta Crash no primeiro jogo porque o marsupial invadiu seu território.

## Final secreto
Após ser derrotado por Crash, Cortex cai no núcleo do Tornado, como no outro final. Uka Uka voa na direção de Cortex. De repente, uma grande esfera negra aparece, sugando Cortex, N. Tropy e Uka Uka para o contínuo espaço-tempo, o que transforma Cortex e Tropy em bebês, que duelam pela possessão de Uka Uka. O jogo termina então com Aku Aku alegando que não sabe ao certo o que aconteceu com seus inimigos, mas sabe que não irão vê-los por um bom tempo.

## Recepção
Crash Bandicoot: Warped foi elogiado pelos críticos, e recebeu pontuações elevadas por alguns dos mais proeminentes críticos de jogos, como o site de jogos IGN, que atribuiu ao jogo a nota 9.1/10. GameSpot, que concedeu-lhe um 8.9/10, comentou que o jogo é "facilmente o melhor Crash", e disse ainda que "é um jogo obrigatório para os fãs de platforma". Game Revolution afirmou que "o jogo é divertido, engraçado e desafiador", mas também mencionou que "não há realmente nada de novo nele".
Em 9 de julho de 2002, Warped já tinha vendido cerca de 5,7 milhões de unidades em todo o mundo, sendo 3,76 milhões de unidades nos Estados Unidos e 1,4 milhões no Japão. Isto faz com que esse seja o nono jogo de PlayStation mais vendido de todos os tempos. O sucesso do jogo resultou em seu relançamento para a linha Sony Greatest Hits em 23 de agosto de 1999 e para o Platinum Range em 2000. Crash Bandicoot 3: Warped foi o primeiro título não-japonês a receber um "prêmio de platina" no Japão por vender mais de 1.000.000. Warped é considerado o rival do jogo do Nintendo 64, The Legend of Zelda: Ocarina of Time porque Warped também foi criado para concorrer com esse jogo e esses jogos ambos possui elementos com viagens do tempo, mas a diferença é que em Warped o jogador viaja em épocas temporais enquanto em The Legend of Zelda: Ocarina of Time, o jogador pode viajar no tempo 7 anos depois como adulto e 7 anos atrás como criança, mas após ter as pedras espirituais e a ocarina do tempo e depois de limpar  o templo da floresta como adulto. Warped não conseguiu superar esse jogo, só sendo superado pelo jogo The Legend of Zelda: Ocarina of Time.
Um episódio de Felicity, série de televisão da The WB, apresentou um episódio no qual os personagens Elena e Noel se tornaram obcecados pela conclusão do jogo.